# GOES-8
O GOES 8 (chamado GOES-I antes de atingir a órbita), foi um satélite Norte americano de pesquisas atmosféricas. Era operado pela NOAAe pela NASA, como parte do programa GOES. Lançado em 1983, ele foi usado para previsão do tempo nos Estados Unidos.

## O projeto
O GOES 8 foi construído pela Space Systems/Loral, baseado na plataforma de satélite LS-1300, sendo o primeiro de cinco baseados nela. Ele foi lançado por um foguete Atlas I a partir da Estação da Força Aérea de Cabo Canaveral, na Flórida em 13 de Abril de 1994 as 06:04 GMT. No lançamento, a sua massa era de 2.105 kg, com uma vida útil estimada de três a cinco anos.

## A missão

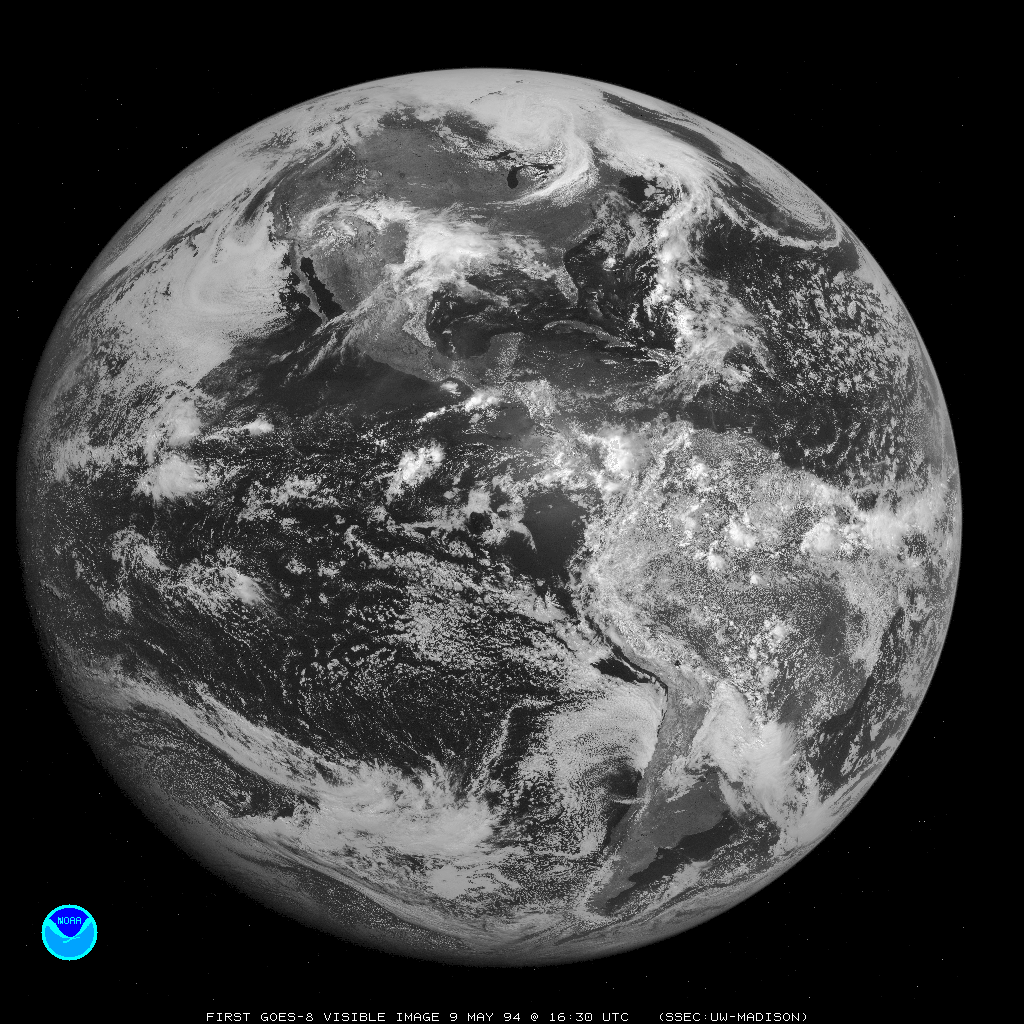
A primeira imagem retornada pelo GOES 8.

Ao ser levado a órbita da terra, foi posicionado na longitude 75° Oeste. Depois de alguns testes em órbita, ele foi ativado como "GOES-EAST", permitindo que o GOES 7, que estava cobrindo ambas as posíções, assumir as operações como "GOES-WEST".
O GOES 8 sofreu falhas num dos dois equipamentos de coleta de imagens existents a bordo poucos anos depois dele se tornar operacional. Se o segundo conjunto falhasse, ele ficaria completamente inoperante.
O mesmo tipo de problema acometeu o GOES 9, lançado em 1995. Esse problema foi corrigido antes que o GOES 10 fosse lançado. Em 1997, uma de suas rodas de reação (um dos equipamentos de controle de atitude) falhou, no entanto, diferente do que ocorreu com o GOES 9, a outra roda não foi afetada, e o satélite foi capaz de continuar as suas operações.

## Saída de serviço
O GOES 8 foi retirado das operações como "GOES-EAST" em 2003, quando ele foi substituído pelo GOES 12. Depois disso, ele foi mantido "em espera" por um ano como backup, sendo então elevado para uma órbita cemitério entre 4 e 5 de Maio de 2004.